# 토머스 H. 데이븐포트
토머스 헤이즈 "톰" 데이븐포트(Thomas Hayes "Tom" Davenport, Jr., 1954년 10월 17일 ~ )는 분석, 비즈니스 프로세스 혁신, 지식 관리 및 인공 지능을 전문으로 하는 미국 학자이자 작가이다. 그는 현재 Babson College 의 정보 기술 및 경영학 석좌교수, MIT Initiative on the Digital Economy의 펠로우, International Institute for Analytics의 공동 설립자, Deloitte Analytics의 선임 고문이다.
Davenport는 분석 경쟁, 비즈니스 프로세스 리엔지니어링 및 엔터프라이즈 시스템에서 가치 달성에 관한 최초의 책을 포함하여 20권의 책을 저술, 공동 저술 또는 편집했으며 지식에 관한 베스트 셀러인 Working Knowledge를 저술했다. 그는 Harvard Business Review, MIT Sloan Management Review, California Management Review, the Financial Times 및 기타 여러 출판물과 같은 출판물에 100개 이상의 글을 저술했다. Wall Street Journal, CIO, InformationWeek 및 Forbes 잡지의 칼럼니스트이기도 하다.
2003년 Consulting Magazine에서 선정한 세계 'Top 25 Consultants'에 선정되었으며, 2005년에는 Optimize Magazine 독자들이 선정한 세계 3대 비즈니스 및 기술 분석가 중 한 명으로 선정되었다.  2012년 그는 Poets and Quants와 Fortune Magazine에 의해 세계 "톱 50 경영대학원 교수" 중 한 명으로 선정되었다.
그의 아들 중 하나인 Hayes Davenport 는 로스앤젤레스에 거주하는 텔레비전 코미디 작가이자 팟캐스터이다. 그의 다른 아들인 Chase Davenport는 샌프란시스코에서 서핑 보드를 만들고 인공 지능을 연구한다.
BizOps Manifesto의 저자 중 한 명이다.

## 같이 보기
- 비즈니스 애널리틱스
- 지식 경영

## 참고 문헌
1. ↑  “8: Sponsored Show Only for Tom and Joan”. 2020년 11월 9일에 원본 문서에서 보존된 문서. 2022년 3월 12일에 확인함.
2. ↑  Wilson, H. James; Daugherty, Paul R.; Davenport, Chase (2019년 1월 14일). “The Future of AI Will be About Less Data, Not More”. 《Harvard Business Review》.
3. ↑  Broadcom. “Bizops Manifesto”. 《www.bizopsmanifesto.org》 (영어). 2021년 3월 22일에 확인함.